# Октасіліо Піньєйро Герра
Октасіліо Піньєйро Герра (порт. Octacílio Pinheiro Guerra, 21 листопада 1909, Порту-Алегрі, Бразилія — 26 лютого 1967, там само) — бразильський футболіст, що грав на позиції захисника, зокрема, за клуб «Ботафогу», а також національну збірну Бразилії.
П'ятиразовий переможець Ліги Каріока. 

## Клубна кар'єра
У футболі дебютував 1920 року виступами за команду клубу «Ріо Гранде», в якій провів чотири сезони. 
Своєю грою за цю команду привернув увагу представників тренерського штабу клубу «Ботафогу», до складу якого приєднався 1925 року. Відіграв за команду з Ріо-де-Жанейро наступні дванадцять сезонів своєї ігрової кар'єри.
Завершив професійну ігрову кар'єру у клубі «Мадурейра», за команду якого виступав протягом 1939—1941 років.

## Виступи за збірну
1934 року дебютував в неофіційному матчі у складі національної збірної Бразилії. Протягом кар'єри у національній команді провів у її формі 11 неофіційних матчів.
Був присутній в заявці збірної на чемпіонаті світу 1934 року в Італії, але на поле не виходив.
Помер 26 лютого 1967 року на 58-му році життя у місті Порту-Алегрі.

## Титули і досягнення
- Переможець Ліги Каріока (5):

«Ботафогу»: 1930, 1932, 1933, 1934, 1935